# 377

## Събития
- Прабългарите падат под властта на хуните

## Родени
- Аркадий, византийски император